# Centre d'archives et de recherches pour l'histoire des femmes
Le Centre d'archives et de recherches pour l'histoire des femmes ou Carhif est un centre de recherches et d’archives belge spécialisé dans l’histoire des femmes et du mouvement féminin. On peut y consulter une collection d’archives, de publications, de revues, de photographies et d’affiches.

## Historique
Le Carhif travaille depuis sa création en 1995 à la préservation et à la conservation du patrimoine du mouvement féminin en Belgique. Sa création émane principalement du constat réalisé à la suite de la publication en 1993 du Répertoire des sources du féminisme en Belgique (1830-1993), une étude menée par des chercheuses de la KU Leuven et de l'ULB à la demande de la ministre chargée de l’Egalité des Chances, Miet Smet. Ces deux chercheuses ont parcouru la Belgique et ont trouvé énormément de documents chez des particuliers ; elles ont aussi découvert que ces archives étaient en danger, car elles n’étaient pas déposées dans les centres d’archives, et couraient le risque d'être détruites ou jetées après le décès de leur propriétaire.
Deux ans plus tard, l’association sans but lucratif Carhif est créée. Elle fait depuis lors partie des organisations hébergées à Amazone, carrefour de l'égalité de genre en Belgique qui a également ouvert en 1995 à Bruxelles. 

## Collections
Après presque 25 ans d'activité, le Carhif possède plus de 200 fonds d’archives d'associations ou de personnalités féminines ou féministes. Cela concerne principalement l'héritage d'organisations de femmes belges datant de l'après-Seconde Guerre mondiale, mais certaines archives ont une portée internationale (telle que celle du Conseil international des femmes, créée en 1888 ou plus tard du Lobby européen des femmes) et / ou remontent plus tôt dans le temps (comme les archives de la résistante Régine Orfinger).
Une majorité de fonds relèvent de la seconde vague du féminisme (par exemple le fonds de la maison des femmes 29 rue Blanche, ainsi que de nombreux fonds personnels), vague qui a commencé un début des années 1970 en donnant un nouveau souffle à d’anciennes revendications. Les fonds de cette seconde période reflètent la grande diversité des initiatives de l’époque : groupes de parole, maisons et cafés de femmes, refuges pour femmes battues, comités pour la dépénalisation de l'avortement, revues et émissions de radio, associations de lesbiennes… En dehors de cette seconde vague, le Carhif  conserve notamment les archives de l'Association belge des femmes chefs d'entreprise, de Porte Ouverte, du Nederlandstalige Vrouwenraad - Conseil des femmes francophones de Belgique ou encore du club Soroptimist International de Belgique.
Depuis 2017, le Carhif abrite provisoirement la collection d'archives de l’association RoSa. Cela concerne une cinquantaine de fonds d’archives (archives de quelques maisons de femmes, archives éditoriales du magazine Lilith et de nombreuses archives personnelles). 
Outre ces archives, le Carhif possède une collection de périodiques belges et étrangers, une collection de photographies et une collection d'affiches portant sur les activités d'organisations principalement féministes. Quelques objets viennent s’ajouter à cela, comme la machine à écrire de l’auteure féministe belge Marie Denis. Les collections du Carhif sont consultables en ligne.
Une petite bibliothèque, alimentée avec de nouvelles publications sur l'histoire des femmes et des genres, est ouverte au public en salle de lecture. L'accent est mis sur la Belgique et les pays voisins. Les livres plus anciens (notamment ceux reçus lors des dons d’archives) et les autres documents sont répartis dans deux dépôts.

## Activités
Les activités principales du Carhif   : 
- La conservation des archives des mouvements féminins. Toute personne ou association intéressée peut, sur base d'un contrat, effectuer un don ou un dépôt d'archives au centre.
- L'accueil de chercheurs. Les archives conservées au Carhif sont ouvertes au public selon les directives des personnes qui les ont déposées. Une salle de lecture, partagée avec le centre de documentation d’Amazone, permet d’accueillir des visiteurs.
- La réalisation des recherches scientifiques en histoire des femmes et du genre.
- Le soutien des réseaux de recherche en histoire des femmes et du genre. Il assure la coordination et rédige la newsletter du Forum pour l'Histoire du Genre. Il coordonne le Comité belge de la Fédération internationale de la Recherche en Histoire des Femmes.
- Le Carhif diffuse les connaissances en histoire des femmes auprès du public, notamment par ses publications ou via la création d'expositions[6].

### Publications
- E. Flour, C. Jacques, C. Marissal ; E. Gubin, L. Van Molle (dir.). Répertoire pour l'histoire des femmes en Belgique : répertoire de la presse féminine et féministe en Belgique 1830-1994. Bruxelles : Inbel, 1993.
- E. Flour, C. Jacques ; E. Gubin, L. Van Molle (dir.). Une femme, une voix : une exposition sur la citoyenneté des femmes en Belgique 1789-1948. Bruxelles : Carhif, 1996
- C. Marissal, I. Hansen ; E. Gubin, L. Van Molle (dir.). Vers une démocratie paritaire : analyse des élections communales et provinciales du 8 octobre 2000. Bruxelles : Ministère Fédéral de l'Emploi et du Travail. Direction de l’Égalité des Chances ; Carhif – AVG, 2001
- C. Jacques, S. Lefebvre, L. Beyers, E. Flour; ss.dir E. Gubin & L.Van Molle. Les femmes qui changent le monde : histoire du Conseil international des Femmes. Bruxelles, Racine, 2005
- E. Gubin. Éliane Vogel-Polsky, une femme de conviction. Bruxelles : Institut pour l’Égalité des Femmes et des Hommes-AVG/Carhif, 2007
- E. Flour, E. Gubin, Cl. Marissal, R. Cockx, Leen Van Molle, C. Wallemacq, Garçon ou fille... un destin pour la vie? Belgique, 1830-2000, Bruxelles : AVG-Carhif, 2009
- R. Cockx.  Miet Smet : trois décennies de politique d’égalité des chances, Bruxelles : Institut pour l’Égalité des Femmes et des Hommes – AVG/CARHIF, 2009
- C. Marissal, E. Gubin. Jeanne Vercheval : un engagement social et politique. Bruxelles :Institut pour l’Égalité des Femmes et des Hommes – AVG/CARHIF, 2011
- E. Flour. Marijke Van Hemeldonck : socialiste et féministe. Institut pour l’Égalité des Femmes et des Hommes - AVG-Carhif, 2013
- C. Marissal. Protéger le jeune enfant : enjeux sociaux, politiques et sexués (Belgique, 1890-1940). Éditions de l’université de Bruxelles, 2014
- E. Gubin et H.de Smaele. Femmes et hommes en guerre, 1914-1918. Bruxelles : Renaissance du Livre, 2015
- E. Gubin et C. Jacques, Encyclopédie d'histoire des femmes en Belgique, 19e et 20e siècle, Bruxelles, Racine, 2018.
- C. Marissal, Mères et pères : le défi de l'égalité, Institut pour l'égalité des femmes et des hommes, 2019.